# Мариан Ярабица
Ма̀риан Я̀рабица (на словашки: Marián Jarabica, на словашки собственото име се произнася с дълго А като Ма̀риаан) е словашки футболист, защитник. Роден е на 27 април 1989 г. в град Чадца, Словакия. От юни 2011 г. играе като преотстъпен в Лудогорец (Разград). През първия си сезон в Лудогорец става шампион и носител на купата на България.

## Кариера
През 2009 изиграва 10 мача с екипа на словашкия ФК Дукла (Банска Бистрица). През 2009-2010 г. играе в чешкия СК Динамо (Ческе Будейовице). През 2010 г. е играч на полския МКС Краковя (Краков). Играл е в националните младежки отбори на Словакия до 19 и 21 г. възраст. През юни 2011 г. подписва договор под наем с Лудогорец (Разград) . Дебютира в българското първенство за „Лудогорец“ при гостуването на Берое (Стара Загора) на 13 август 2011 г., но този мач му осатва единствен за сезон 2011-2012 г., тъй като претърпява сериозна контузия в контролен мач игран след няколко дни.